# Phauloppiella glabra
Phauloppiella glabra är en kvalsterart som beskrevs av Sandór Mahunka 1987. Phauloppiella glabra ingår i släktet Phauloppiella och familjen Oribatulidae. Inga underarter finns listade i Catalogue of Life.